# Marc-Antoine Fehr
Pour les articles homonymes, voir Fehr.
 (décembre 2024).
Si vous disposez d'ouvrages ou d'articles de référence ou si vous connaissez des sites web de qualité traitant du thème abordé ici, merci de compléter l'article en donnant les références utiles à sa vérifiabilité et en les liant à la section « Notes et références ».
Marc-Antoine Fehr est un artiste peintre né le 13 janvier 1953 à Zurich. Il vit et travaille à Pressy-sous-Dondin et Zurich.

## Biographie
Marc-Antoine Fehr naît le 13 janvier 1953 à Zurich. Il est originaire de Bachs et de Niederweningen, dans le même canton. Il est le deuxième d'une fratrie de trois garçons. 
Sa mère, née Marie-Hélène Clément, est peintre et dessinatrice, elle-même fille du peintre vaudois Charles Clément ; son père est Otto Fehr, un juriste. 
Il grandit à Zurich, où il obtient sa maturité en 1973.  
Très tôt, il prend conscience d’avoir hérité de la passion familiale. Après des études classiques au lycée et malgré les injonctions d’entrer aux Beaux-Arts qui lui sont faites, il décide de s’installer en Bourgogne du Sud, région qu’il ne quittera désormais que pour de courts séjours en Suisse. Loin du monde de l’art et marqué par la tradition familiale, il apprend le métier par lui-même, nourri depuis l’enfance de l’observation de sa mère au travail.  En 1978, il présente une première fois ses dessins à la galerie Hufschmid à Zurich. Mais c’est finalement la peinture qui occupera tout son champ d’activité d’artiste. Il passe du papier à la toile et ses tableaux voient progressivement leurs dimensions croître. Ses deux premières grandes toiles Sans titre (220 x 520 cm, collection de la Confédération suisse, Berne) et La tentation de Saint Antoine (300 x 900 cm, Musée des Beaux-Arts d'Argovie, Aarau), sont réalisées en 1983 et 1984/85. Il montre pour la première fois sa peinture au public lors d'une exposition au Musée des Beaux-Arts de Winterthour en 1985. 
En se tournant vers la peinture sur toile et en commençant des cycles de peintures à l'huile ou à la gouache de grande envergure, dont certains sont encore inachevés à ce jour (Journal de Pressy, 2000, Le pays sans fin, commencé en 1999, L'intérieur du grand moulin 1994- 2005, Vagabondages, commencé en 2005, The walk of the blind man, 2018/19), il réalise aussi régulièrement jusqu'à aujourd'hui des tableaux de grand format, qui reprennent le travail effectué sur les petits formats. Face à la « force narrative de cette peinture », il vient à l'esprit de Jean-Christophe Bailly, en regardant les tableaux de Fehr, que « l'attachement à la narration, qui doit être plus étroit chez lui que chez tout autre peintre, pourrait être la clé pour comprendre sa manière de peindre dans toute son extra-temporalité ».

## Distinctions
- 1976 : Résidence dans l'atelier du Canton de Zurich, à la Cité internationale des arts à Paris
- 1979 : Bourse Kiefer-Hablitzel [6]
- 1980 : Prix fédéral d’art (prédécesseur de Swiss Art Award)
- 1980 : Bourse de la ville de Zurich
- 1981 : Prix fédéral d’art (prédécesseur de Swiss Art Award)
- 1982 : Prix fédéral d’art (prédécesseur de Swiss Art Award)
- 1983 : Bourse du Canton de Zurich
- 1985 : Bourse du Canton de Zurich
- 1987 : Prix de la Fondation Vordemberge-Gildewart[7]
- 2003 : Prix de la Fondation pour les arts graphiques en Suisse

## Expositions

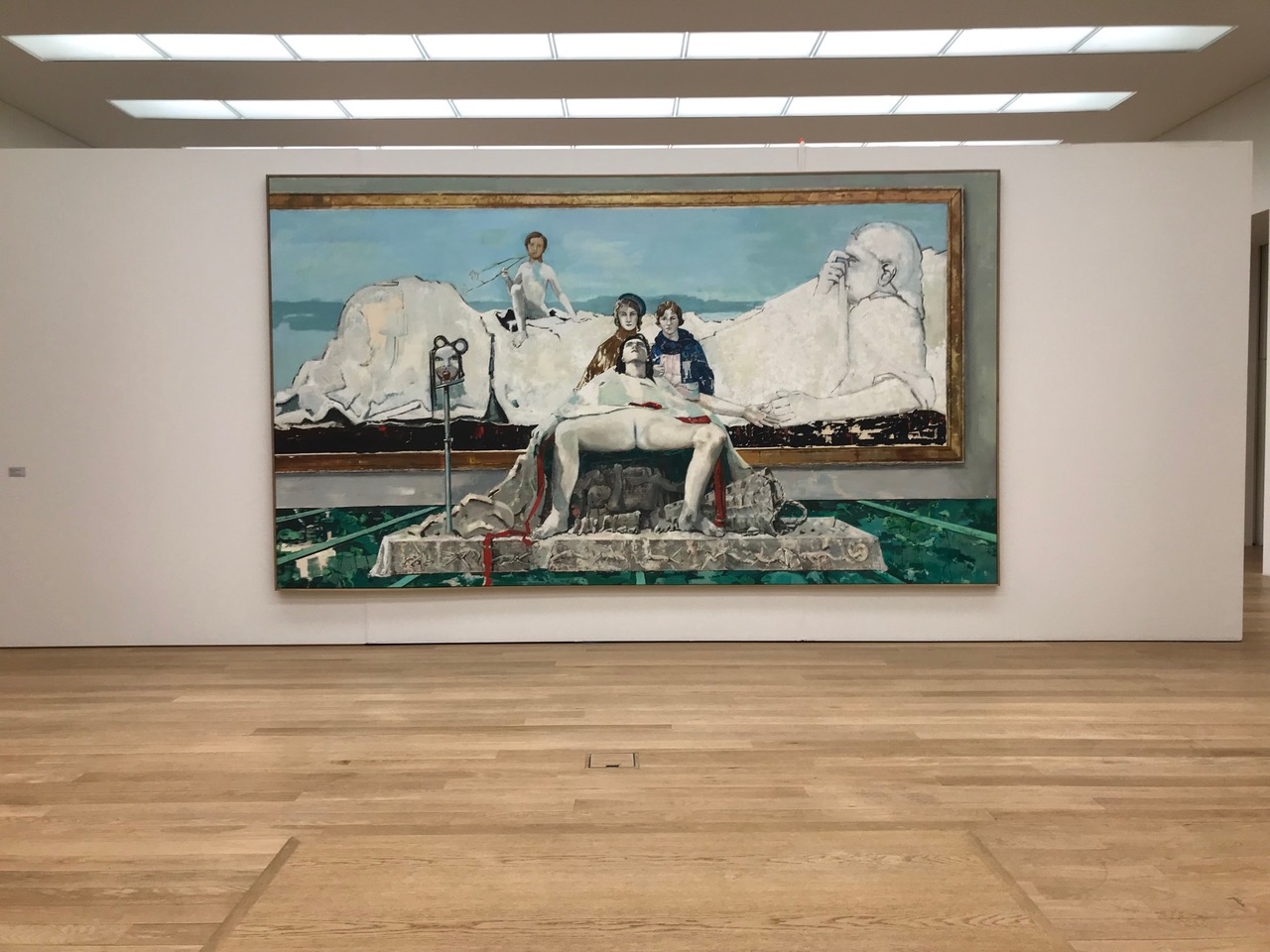
Marc-Antoine Fehr, « Le repos de la coiffeuse » (2019), huile sur toile, Berthoud, Musée Franz Gertsch en 2023.

- 2023-2024 : Reflets sur une tombe[8], Musée Franz Gertsch, Berthoud
- 2022-2023 : Monet / Fehr Un pont, un champ, un pays sans fin, Musée Marmottan Monet, Paris
- 2022 : Les Nuits bourguignonnes[9], Château de Gruyères, Gruyères
- 2018 : Renaissance, Kunstmuseum Olten
- 2015 : Point de fuite, Centre Culturel Suisse, Paris
- 2014 : Le paysage sans fin, Ecuries de Saint Hugues, Cluny
- 2011 : Stilleben Le paysage sans fin, Helmhaus Zurich
- 2003 : Le journal de Pressy, Graphische Sammlung der ETH Zürich
- 1994 : Bilder 1985-1994, Musée des Beaux-Arts d'Argovie, Aarau
- 1985 : Bilder, Musée des Beaux-Arts de Winterthour

## Publications
(décembre 2024).
- 2023 : Anna Wesle, Katharina Holderegger et Beat Wismer, Reflets sur une tombe, Marc-Antoine Fehr, ausgewählte Werke 1974-2023, Freiburg im Breisgau, Modo Verlag, 2023, 144 p. (ISBN 978-3-86833-338-1)[10]
- 2023 : Erik Desmazières et Marc-Antoine Fehr, MONET / FEHR Un Pont, Un Champ, Un Pays sans fin, Paris, Musée Marmottan Monet, 2023 (ISBN 978-2-35174-044-6)[11]
- 2015: Jean-Paul Felley, Olivier Kaeser et Valérie Da Costa, Marc-Antoine Fehr, Point de fuite, Paris, Centre culturel suisse, 2015, 214 p. (ISBN 978-2-909230-19-1)[12]
- 2014: Barbara Plassard, Marc-Antoine Fehr, Le Paysage sans fin, Cluny, 2014, 32 p.[13]
- 2011: Caroline Kesser et Jean-Christophe Bailly, Marc-Antoine Fehr, Stilleben - Le paysage sans fin, Köln, Verlag der Buchhandlung Walther König, 2011, 144 p. (ISBN 978-3-86335-121-2)[14]
- 2007: Valérie Da Costa, Marc-Antoine Fehr, 107 premières pensées pour un tableau, Neuchâtel, Galerie Ditesheim, 2007, 108 p.[15]
- 2007: Alain Berland, Marc-Antoine Fehr, Genève, Galerie Jan Krugier, 2007[16]
- 2006: Jean-Christophe Bailly, Marc-Antoine Fehr, Zurich, Thomas Ammann Fine Art AG, 2006[17]
- 2004: Bernard Curchod, Marc-Antoine Fehr, Paintings and Works on Paper, New York, Galerie Jan Krugier, 2004[18]
- 2003: Paul Tanner, Marc-Antoine Fehr, Journal de Pressy, 1.I.-31.XII.2000, Zurich, Verlag Schwabe, 2003, 406 p. (ISBN 3-7965-2014-6)[19]
- 2000: Bernard Curchod, Marc-Antoine Fehr, peintures et oeuvres sur papier, Genève, Galerie Jan Krugier, 2000[20]
- 1994: Beat Wismer, Marc-Antoine Fehr, Bilder 1985-1994, Zurich, OVZ Offizin Zürich Verlags, 1994, 120 p. (ISBN 3-907-495-54-3)[21]
- 1990: Peter Killer, Drei Generationen einer Malerfamilie : Charles Clément, Marie-Hélène Clément, Marc-Antoine Fehr, Luzern, Kreienbühl AG, 1990[22]
- 1987: Beat Wismer, Marc-Antoine Fehr, Aarau, Aargauer Kunsthaus Aarau, 1987[23]
- 1985: Peter Killer et Bernhard Heinser, Marc-Antoine Fehr, Winterthour, Kunstmuseum Winterthur, 1985[24]